# 알렉산드르 비노쿠로프
알렉산드르 니콜라예비치 비노쿠로프(러시아어: Алекса́ндр Никола́евич Виноку́ров, 1973년 9월 16일~)는 카자흐스탄의 사이클 선수, 감독이다. 선수 시절에는 도로 사이클 선수로 활약하여, 세계 선수권 대회에서 동메달을 2개 획득하고, 투르 드 프랑스 4개 구간 우승, 부엘타 아 에스파냐 콤비네이션 부문/4개 구간 우승, 바스토뉴-리에주 대회 2회 우승, 암스털 골드 레이스 1회 우승, 2012 런던 하계 올림픽 남자 개인 도로 경기 부문 금메달을 획득하는 활약을 했다. 이외에도 카자흐스탄 선수권 대회 우승, 2000년 시드니 하계 올림픽 개인 도로 준우승의 기록을 세웠다.
11세 때인 1984년에 사이클을 시작했으며, 1997년에 프랑스로 건너가 아마추어 선수 생활을 하다가 이듬 해인 1998년에 프로에 입문하여 계속 프로 선수로 활동했다. 2007년에 투르 드 프랑스 대회에서 혈액 도핑을 한 사실이 드러나 국가대표 자격을 박탈당하고 소속팀인 아스타나에서 퇴출당했으나 이듬 해 8월에 복귀하여 아스타나와 카자흐스탄 국가대표로 다시 발탁되었다. 2011년에는 투르 드 프랑스 대회 도중에 사고를 당하여 선수 생명의 위기를 맞이했으나 2012 런던 올림픽 참가를 위해 복귀했다. 비노쿠로프는 2012 하계 올림픽에서 극적인 경기를 이끌어나가며, 콜롬비아의 리고베르토 우란을 누르고 금메달을 획득했다.